# Biała (Świdnica)
Pour les articles homonymes, voir Biała.
Biała est une localité polonaise de la gmina de Marcinowice, située dans le powiat de Świdnica en voïvodie de Basse-Silésie.